# 黑苞火绒草
黑苞火绒草（学名：Leontopodium melanolepis）是菊科火绒草属的植物。分布于中国大陆的西藏等地，生长于海拔4,750米的地区，一般生于高山沼泽地，目前尚未由人工引种栽培。